# Poul Høj Jensen
Poul Richard Høj Jensen (PRHJ) (* 2. Juni 1944 in Kopenhagen) ist ein ehemaliger dänischer Regattasegler und Bootsbauer.

## Biografie
Nach Abschluss seines Wehrdienstes bei der Königlich Dänischen Marine arbeitete Høj Jensen im Unternehmen von Paul Elvstrøm und Hans Fogh im Bootsbau. Nach 15 Jahren verließ er das Unternehmen, um mit Fogh eine Segelmacherei aufzubauen. Anschließend gründete er seine eigene Firma Høj Jensen Design.

## Teilnahme an den Olympischen Spielen
Poul Høj Jensen nahm vier Mal an den Olympischen Spielen im Segeln teil.
- 1968 bei den Olympischen Spielen in Mexiko-Stadt startete er in der Bootsklasse Flying Dutchman (Austragungsort: Acapulco). Er erreichte Platz 16.
- 1972 bei den Olympischen Spielen in München (Austragungsort: Kiel) nahm er mit seiner Mannschaft im Drachen teil und erreichte Platz 7.
- 1976 bei den Olympischen Spielen in Montreal startete er mit Valdemar Bandolowski und Erik Hansen im Soling und wurde Olympiasieger.
- 1980 bei den Olympischen Spielen in Moskau (Austragungsort: Tallinn) wiederholte er mit seiner alten Mannschaft seinen Erfolg von 1976 und wurde erneut Olympiasieger im Soling.

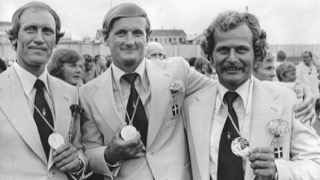
Die Soling-Crew nach dem Sieg bei den Olympischen Spielen 1976 (von links): Poul Høj Jensen, Valdemar Bandolowski und Erik Hansen

## Weltmeisterschaften
Høj Jensen wurde zwei Mal Weltmeister im Drachen und konnte fünf Europameistertitel gewinnen. Er ist nach seinem dänischen Landsmann Aage Birch mit fünf Siegen der erfolgreichste Gewinner des prestigeträchtigen Drachen Gold Cups.
Sein Bruder Frank Høj Jensen war ebenfalls Regattasegler und nahm wie Poul als Segler 1972 an den Olympischen Spielen vor Kiel teil. Gemeinsam als Crew erreichten sie in der Drachen-Klasse den siebten Platz.

## Ehrungen für PRHJ

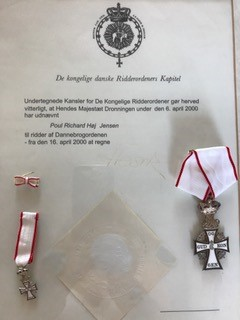
Bild der Ernennungsurkunde und der Dannebrogorden für PRHJ
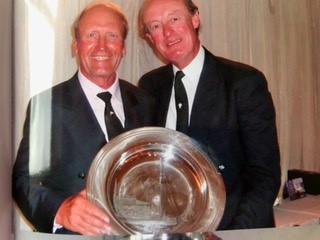
Yachtsman of the year 2009 (deutsch: Segler des Jahres 2009), Ehrung durch Brigadier Tony Singer vom Royal Yacht Squadron (RYS)
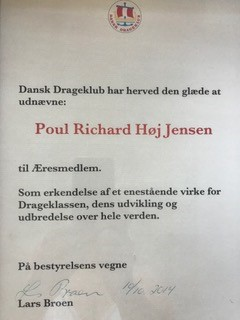
Ehrenmitgliedschaft des Dänischen Drachen Klubs (dän.: Dansk Drage Klub)
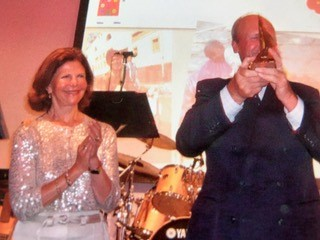
Deutsche Drachen Klasse, Goldener Drachen (engl.: Gold Dragon) überreicht von Königin Silvia von Schweden, 15. Juli 2009.